# Kengo Takanashi
Kengo Takanashi (高梨 謙吾 Takanashi Kengo?,  Tokio, Japón, 12 de junio de 1986) es un actor de voz japonés, afiliado a Arts Vision.

## Filmografía

### Anime
2010
- Shinryaku! Ika Musume como Cliente
- Star Driver: Kagayaki no Takuto como Estudiante
- Fortune Arterial como Estudiante

2012
- Area no Kishi como As no. 2
- Tasogare Otome × Amnesia como Estudiante
- Danshi Kōkōsei no Nichijō como Yasunori
- Dog Days como Artesano

2013
- Silver Spoon como Hajime Nishikawa
- Dansai Bunri no Crime Edge como Estudiante
- Watashi ga Motenai no wa Dou Kangaetemo Omaera ga Warui! como Kiyota, amigo de Tomotaka

2014
- Shirobako como Yoshiki Sakura
- Yu-Gi-Oh! ARC-V como Otaku A

2015
- Ganbare-bu Next! como Akihiro Yamauchi

2017
- Mobile Suit Gundam: Iron-Blooded Orphans como Liza Enza
- Star-Myu como Sou Hachiya
- Just Because! como Nakajima

2018
- Hakyu Hōshin Engi como Hakutsuru Doji
- Shichisei no Subaru como Haruto Amo
- Yume Ōkoku to Nemureru 100-Nin no Ōji-sama como Edam Sokkin
- High Score Girl como Kenji
- Tensei Shitara Slime Datta Ken como Kabaru
- Dakaretai Otoko 1-i ni Odosarete Imasu. como Mamoru Taguchi
- Merc Storia: Yujutsushi to Suzu no Shirabe como Crowvis

2019
- Given como Shōgo Itaya

### OVAs
- Hime Gal Paradise (2011) como Naoto

### Series web
- Cyclops Shōjo Saipu (2013) como Hikaru Saitō
- Monster Strike (2016) como Sendai A

### Películas animadas
- Omae Umasō da na (2015) como Tron
- Code Geass: Lelouch of the Rebellion (2018) como Alfred G. Darlton, Abraham Taiin

### Videojuegos
- The Legend of Zelda: Tears of the Kingdom (2023) como Link
- The Legend of Zelda: Breath of the Wild (2017) como Link
- Super Smash Bros. Ultimate (2018) como Link
- Hyrule Warriors: Age of Calamity (2020) como Link

### Doblaje
- Austin & Ally - Austin Moon
- Teen Beach Movie -  Brady
- Teen Beach 2 - Brady
- Status Update - Kyle
- Pinocchio -  Choi Dal Po/Gi Ha Myung
- V.I.P -  Kim Gwang-il